# Gyrtona niveivitta
Gyrtona niveivitta är en fjärilsart som beskrevs av Swinhoe 1905. Gyrtona niveivitta ingår i släktet Gyrtona och familjen nattflyn. Inga underarter finns listade i Catalogue of Life.